# Diocèse d'Ocaña
Le diocèse d'Ocaña (en latin : Dioecesis Ocaniensis ; en espagnol : Diócesis de Ocaña) est un diocèse de l'Église catholique en Colombie, suffragant de l'archidiocèse de Nueva Pamplona.

## Territoire

Il comprend les municipalités d'Abrego, Convención, El Carmen, Hacarí, La Playa de Belén, Ocaña, San Calixto, Teorama et les districts de La Pedregosa et Pueblo Nuevo de la municipalité de La Esperanza du département de Norte de Santander et les municipalités  Aguachica, Gamarra, González, La Gloria, Pailitas, Pelaya, Río de Oro, San Alberto, San Martín et Tamalameque du département de  Cesar.
Il possède un territoire d'une superficie de 18 000 km2 divisé en 46 paroisses. Le siège épiscopal est dans la ville d'Ocaña où se trouve la cathédrale Sainte-Anne (es) ainsi que le sanctuaire de Torcoroma (es) où se vénère une petite statue de la Vierge découverte dans un arbre en 1711 et l'église de Jésus captif, qui conserve une image de l'Ecce Homo qui se serait imprimé dans une pierre en 1846.

## Historique
Le diocèse est érigé le 26 octobre 1962 par la constitution apostolique Quoniam arcana du pape Jean XXIII en prenant sur le territoire du diocèse de Santa Marta et du vicariat apostolique de Barrancabermeja (aujourd'hui diocèse de Barrancabermeja). Il est nommé suffragant de l'archidiocèse de Nueva Pamplona.
Par la lettre apostolique Sanctissimae Virginis du 18 novembre 1963, le pape Paul VI décrète que la Vierge Marie, vénérée sous le vocable de Notre-Dame des Grâces de Torcoroma (es) est la principale patronne du diocèse.

## Évêques
- Rafael Sarmiento Peralta (26 octobre 1962 - 24 juillet 1972), nommé évêque de Neiva
- Ignacio José Gómez Aristizábal (24 juillet 1972 - 10 octobre 1992), nommé archevêque de Santa Fe de Antioquia
- Jorge Enrique Lozano Zafra (28 juin 1993 - 15 mai 2014)
- Gabriel Ángel Villa Vahos (15 mai 2014 - 11 février 2020), nommé archevêque de Tunja
- Luis Gabriel Ramírez Díaz (27 février 2021 - 8 janvier 2023)
  - Jorge Alberto Ossa Soto, depuis le 15 janvier 2023 (administrateur apostolique)
- Orlando Olave Villanoba, depuis le 11 juillet 2024